# 漆生線
漆生線（うるしおせん）は、福岡県嘉穂郡稲築町（現・嘉麻市）の下鴨生駅から福岡県山田市（同じく現・嘉麻市）の下山田駅までを結んでいた、日本国有鉄道（国鉄）の鉄道路線（地方交通線）である。全線が福岡近郊区間に含まれていた。
1980年の国鉄再建法施行により第2次特定地方交通線に指定され、1986年4月1日に廃止された。当初は、第1次廃止対象であったが、漆生駅 - 才田駅間のやや才田駅寄りの沿線に建設される住宅団地（大坪団地）によって乗降客の増加が見込まれるとして第2次廃止対象とされた経緯がある。
なお、第2次特定地方交通線（全31線区）で、最初に廃止された路線でもあった。

## 路線データ
- 区間（営業キロ）
  - 下鴨生 - 下山田 7.9km（嘉穂信号場 - 下山田 (1.7km) は、上山田線と重複）
  - 漆生 - 稲築 1.0km
- 軌間：1067mm
- 駅数：5駅（全線廃止時点。起終点駅含む。他に信号場1）
- 複線区間：全線単線
- 電化区間：全線非電化
- 閉塞方式：

## 歴史

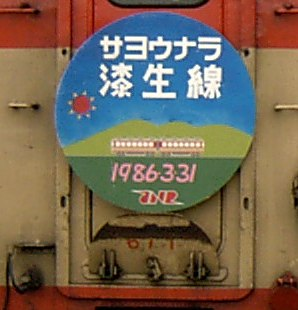
漆生線さよなら列車のヘッドマーク（イベント時に撮影されたもので実際のさよなら列車に充当された車両は異なる）

漆生線は、明治時代に建設された漆生以北と、太平洋戦争後に建設された漆生以南に分かれる。
漆生以北の区間は、三井鉱山山野炭鉱や同漆生炭鉱から産出される石炭の搬出のために建設されたもので、現在の後藤寺線の区間の一部を含む山野分岐点 - 芳雄（現在の新飯塚） - 山野間の貨物線が、1902年に九州鉄道の手により、九州鉄道買収国有化後の1913年には、筑豊本線の貨物支線として上三緒 - 漆生間が開業している。
1920年に旅客営業を開始するのと同時に、芳雄 - 漆生間、上三緒 - 山野間が漆生線となった。1943年には、赤坂（現在の下鴨生） - 起行間の産業セメント鉄道が戦時買収され、漆生線の芳雄 - 赤坂間、上三緒 - 筑前山野間を分離して産業セメント鉄道買収区間及び田川線の後藤寺 - 起行間（貨物支線）と併合し後藤寺線とした。この時に漆生線は後藤寺線の支線格となっている。
漆生以南の区間は、筑豊地区の炭鉱から産出される石炭を苅田港へ効率的に運ぶために計画された短絡線である油須原線の一部として建設された区間で、1966年、上山田線の上山田 - 豊前川崎間と同時に開業している。しかし、同区間では結局貨物営業は実施されず、油須原線の計画自体も頓挫。旅客列車は上山田線と一体の運行で、開業当時5往復設定された。しかし、1967年10月ダイヤ改正時点では上下とも夜の1本が削減されて4往復、1972年3月ダイヤ改正時には下りは午後の1本、上りが夜の1本が1967年10月時点より削減されて上下とも朝2本、夕方1本の運行となり、以後全廃までその状態で推移した。そのような列車ダイヤであったため、才田駅から通学する小学生は登校時にしか漆生線を利用できず、下校時は西鉄バス（現・西鉄バス筑豊）の大坪団地バス停から2キロ程歩かなくてはならなかった。
さらに炭鉱の閉山に伴い漆生線、上山田線共々1984年に第2次特定地方交通線に指定され、廃止されることとなった（上山田線の廃止は、九州旅客鉄道（JR九州）に移管された後の1988年9月1日）。

### 年表
- 1902年（明治35年）6月15日 九州鉄道が山野分岐点 - 芳雄 - 山野間を開業（マイル設定なし）、上三緒・山野の各貨物駅を開業[5]
- 1907年（明治40年）7月1日 鉄道国有法により九州鉄道を買収、官設鉄道となる[5]
- 1908年（明治41年）3月28日 山野分岐点 - 芳雄 - 山野間にマイル設定 (3.1M)
- 1909年（明治42年）10月12日 国有鉄道線路名称制定により、山野分岐点 - 山野間 (3.1M) が筑豊本線の貨物線となる
- 1913年（大正2年）8月20日 筑豊本線（貨物線）上三緒 - 漆生間 (2.3M) を延伸開業、鴨生・漆生の各貨物駅を開業[5]
- 1916年（大正5年）2月1日 （貨）赤坂駅を開業[6]
- 1920年（大正9年）5月10日 芳雄 - 漆生間 (5.4M) および上三緒 - 山野間 (1.3M) の旅客営業を開始、山野分岐点を芳雄駅構内に併合し芳雄 - 漆生間・上三緒 - 山野間を漆生線と改称[6]。上三緒・赤坂・鴨生・漆生・山野の各貨物駅を一般駅に改める[7]
- 1921年（大正10年）9月11日 山野駅を筑前山野駅に改称[7]
- 1923年（大正12年）5月21日 漆生 - 稲築間 (0.6M) の貨物支線を開業、（貨）稲築駅を開業[8]
- 1935年（昭和10年）2月1日 芳雄駅を新飯塚駅に改称[6]
- 1940年（昭和15年）12月1日 稲築駅で荷物営業を開始、一般駅となる[8]
- 1943年（昭和18年）6月10日 稲築駅の荷物営業を廃止、再び貨物駅となる[8]
- 1943年（昭和18年）7月1日 産業セメント鉄道起行 - 赤坂間を買収、漆生線新飯塚 - 赤坂間、上三緒 - 筑前山野間、田川線後藤寺 - 起行間をあわせて後藤寺線とし、漆生線を赤坂 - 漆生間 (3.6km) および漆生 - 稲築 (1.0km) とする
- 1956年（昭和31年）12月20日 赤坂駅を下鴨生駅に改称[7]
- 1958年（昭和33年）7月 油須原線第1工区であった漆生 - 下山田間の工事完了
- 1966年（昭和41年）3月10日 漆生 - 下山田間 (4.3km) を延伸開業（新線は漆生 - 嘉穂信号場間2.6km。旅客営業のみ。厳密には漆生 - 稲築間は貨物線を転用）、才田駅および嘉穂信号場を新設
- 1968年（昭和43年）11月1日 漆生 - 稲築間 (1.0km) の路線を廃止、（貨）稲築駅を廃止[8]
- 1974年（昭和49年）9月1日 下鴨生 - 漆生間 (3.6km) の貨物営業を廃止
- 1984年（昭和59年）6月22日 第2次特定地方交通線として廃止承認
- 1986年（昭和61年）4月1日 全線 (7.9km)（実質は下鴨生 - 嘉穂信号場間6.2km）を廃止し、バス路線へ転換[1]

## 駅一覧
現在は、全線福岡県嘉麻市内に所在。接続路線の事業者名、所在地は漆生線廃止時点のもの。
| 駅名       | 駅間キロ | 営業キロ | 接続路線・備考             | 所在地       |
| ---------- | -------- | -------- | -------------------------- | ------------ |
| 下鴨生駅   | -        | 0.0      | 日本国有鉄道：後藤寺線     | 嘉穂郡稲築町 |
| 鴨生駅     | 1.2      | 1.2      |                            | 嘉穂郡稲築町 |
| 漆生駅     | 2.4      | 3.6      |                            | 嘉穂郡稲築町 |
| 才田駅     | 1.5      | 5.1      |                            | 嘉穂郡稲築町 |
| 嘉穂信号場 | -        | 6.2      | 上山田線との運転上の分岐点 | 嘉穂郡嘉穂町 |
| 下山田駅   | 2.8      | 7.9      | 日本国有鉄道：上山田線     | 山田市       |

1. ↑  漆生線廃止後は単純に上山田線の閉塞境界としてのみ機能

支線（1968年廃止）
カッコ内は起点駅からのキロ程
- 漆生駅 - 稲築駅(1.0)
  - 書類上は別の支線扱いだが、本線は稲築駅の構内を通る形で才田・上山田方面へ延伸している。

## 輸送実績
| 年度 | 乗車人員（人） | 発送貨物 石炭（トン） |
| ---- | -------------- | --------------------- |
| 1952 | 594,729        | 688,663               |
| 1955 | 529,153        | 848,331               |
| 1960 | 499千          | 1,032,339             |
| 1963 | 486千          | 838,154               |

- 福岡県統計年鑑各年度版

## 廃止後の状況
下鴨生駅から鴨生駅、漆生駅、稲築駅を経て、才田駅の手前までは道路になっている。
鴨生駅跡、漆生駅跡はそれぞれ公園として整備されている。鴨生駅跡公園には踏切や信号機などが保存され、また漆生駅跡公園には公園の壁面に当時の写真が数枚掲示されており、往時を偲ばせている。稲築駅跡は団地やスロープになっている。
才田駅跡は待合席とホームが残っている。そこから上山田線との分岐点となる嘉穂信号場までは深い藪の中となるが、橋梁やレールはほとんど残っている。
嘉穂信号場から下山田駅までは「上山田線」の項を参照。

## 代替交通
廃止の翌日より西鉄バス（現・西鉄バス筑豊）が
- 22番 飯塚バスセンター - 新飯塚駅 - 上三緒 - 鴨生口 - 稲築学校 - 漆生 - 大坪団地

を新設して代替輸送を行っていた。その際、転換交付金により西鉄バス大隈営業所に新車を1台（三菱ふそう製の車番4050）投入した。その後当路線は、2003年度末限りで廃止となった。なお、1992年6月から線路跡の整備により、既設の12番（飯塚バスセンター - 山野 - 稲築学校 - 漆生 - 大坪団地）が旧才田駅跡に隣接する新設の稲築才田バス停まで路線を延長している。